# Treasure MIX
『Treasure MIX』（トレジャー・ミックス）は、DJ MAKIDAIの1枚目のリミックス・アルバム。2008年8月27日にユニバーサルシグマから発売。

## 概要
初回限定盤にはDVDが付属している。

## 収録曲

### CD
1. リアル・ラヴ
DOUBLEと共演。メアリー・J・ブライジのカバー。
2. クラムジー
3. イッツ・ミー・スニッチーズ
4. パーティー・ピープル feat.ファーギー
5. フライ・ライク・ミー feat.エイメリー
6. ゴー・トゥー・ファー feat.メロディ・ソーントーン from プッシーキャット・ドールズ
7. ニカ
8. イグノラント・シット feat.ビーニ・シーゲル
9. ノー・ワン
10. ウドゥント・ゲット・ファー
11. ドント・ライ
12. ネバー・リーブ・ユー
13. ヘイ・ママ
14. ドゥ・マイ… feat.ジェイ・Z
15. フーズ・ザット・ガール?
16. リヴィン・イット・アップ feat.ケイス
17. ビコーズ・オブ・ユー
18. セイ・サムシン feat.スヌープ・ドッグ
19. ヒップ・ホップ・イズ・デッド feat.ウィル・アイ・アム
20. パンプ・イット・アップ
21. ショウ・ミー・ワット・ユー・ガット
22. アイ・ガット・イット・フロム・マイ・ママ
23. クローサー
24. ラヴ
25. ショウティー・イズ・ア・テン
26. スティックウィッチュー

### DVD
- リアル・ラヴ（ミュージック・ビデオ）
- リアル・ラヴ（メイキング）